# Coleophora anatipennella
Coleophora anatipennella é uma espécie de mariposa do gênero Coleophora pertencente à família Coleophoridae.